# Grill (Schmuck)

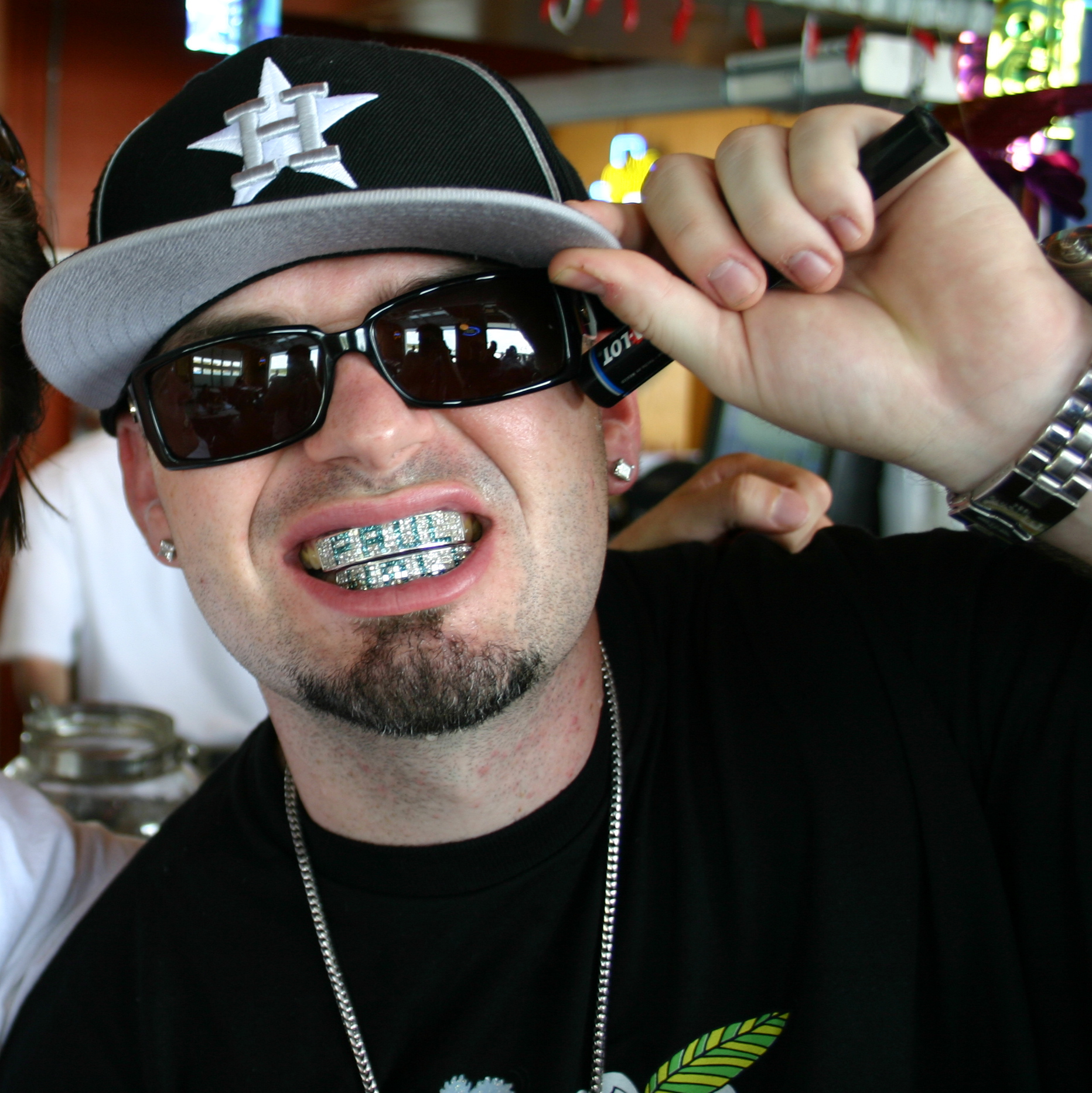
Paul Wall mit Grillz

In der Hip-Hop-Kultur versteht man unter dem Begriff Grill (pl. Grills oder Grillz) ein Schmuckstück, das über den Zähnen getragen wird. Grillz werden häufig aus Silber, Gold oder Platin hergestellt. Oft sind sie auch mit Diamanten oder eingravierten Schriftzügen verziert. Abhängig von Material und Anzahl der Zähne können sie sehr teuer sein. Grillz gelten als Bestandteil der Hip-Hop-Bling-Bling-Kultur.

## Geschichte

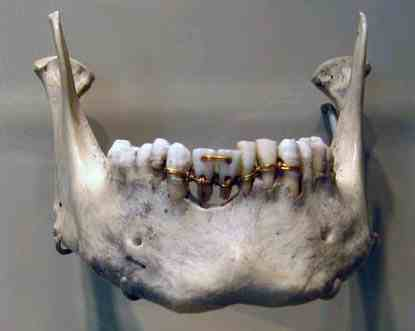
Mit Golddrähten befestigte Unterkiefer-Frontzähne 41, 42, einer ägyptischen Mumie

Bei Ausgrabungen in Gizeh wurden Goldschnüre gefunden, mit welchen Ersatzzähne in Zahnlücken befestigt wurden. gefunden und gehen auf das 16. Jahrhundert v. Chr. zurück. Es ist jedoch unklar, ob diese von den Ägyptern im Alltag getragen oder nachträglich während des Prozesses der Mumifizierung angebracht wurden.
Auch die Etrusker im heutigen Italien konnten schon um 700 v. Chr. mit Hilfe von Gold Zähne rekonstruieren.

Die erste gesamte Vergoldung des Gebisses geht auf das 5. Jahrhundert v. Chr. zurück. Diese frühzeitlichen Grillz wurden als Zahnersatz von den Phöniziern angefertigt (heutiger Libanon). 

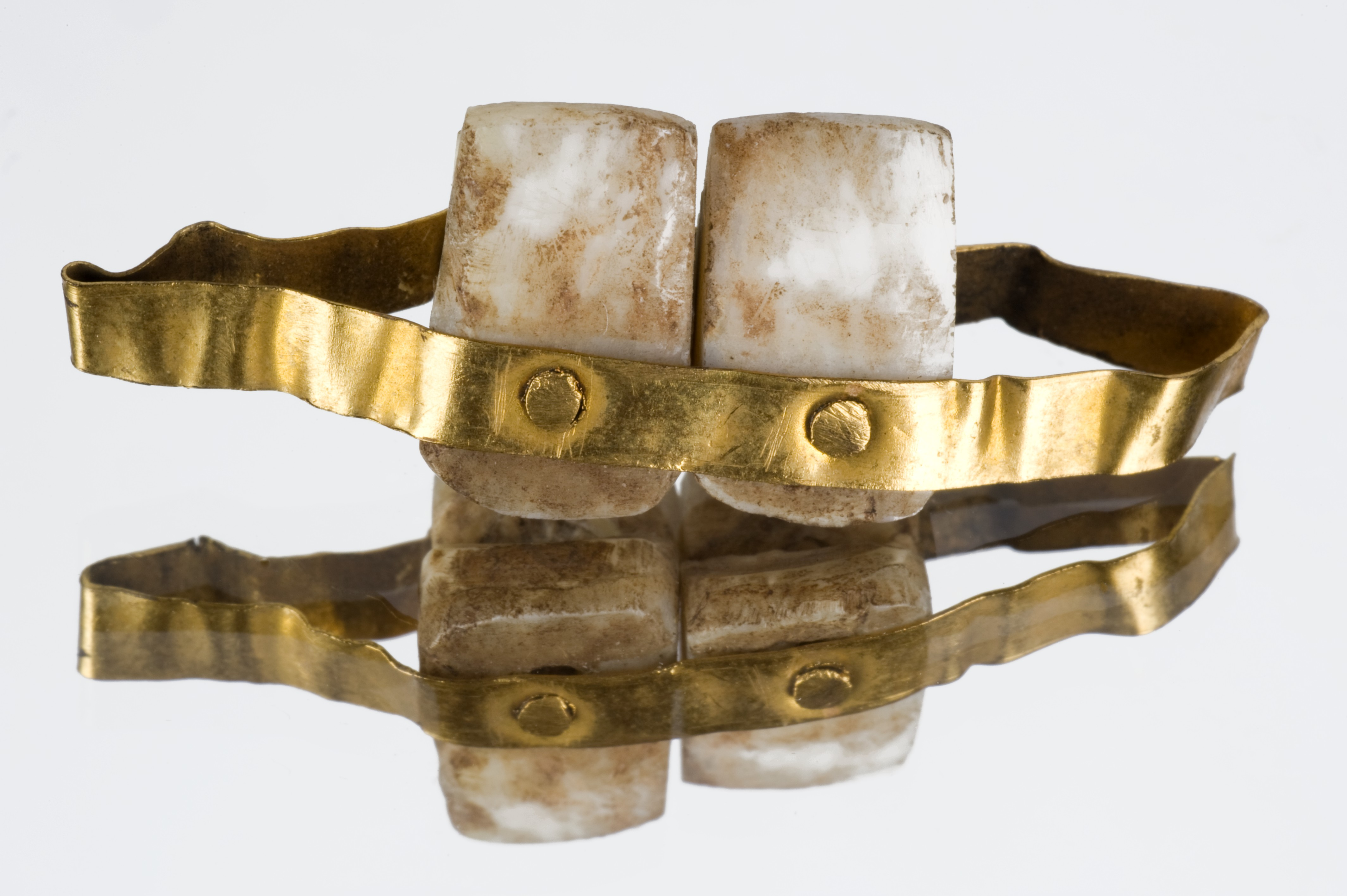
Nachbildung eines phönizischen Zahnersatzes aus Sidon, etwa 700 v. Chr., World Museum Liverpool, Sammlung Mayer

Im südamerikanischen Raum fand man die Zahn-Schmuckstücke der Maya, deren Hintergrund religiöse und ästhetische Motive waren. Beliebt waren runde Edelsteine, welche in vorgebohrte Löcher im Zahn eingesetzt wurden. Eine weitere Methode war das Füllen von Zahnlücken mit zahnförmigen Edelsteinen.

Verschiedene Hip-Hop-Künstler begannen in den frühen 1980er Jahren damit, Grillz zu tragen. Der New Yorker Eddie Plein mit seinen Eddie’s Gold Teeth wird oft für das Aufkommen dieses Trends der Hip-Hop-Kultur verantwortlich gemacht. Er war auch derjenige, der Flavor Flavs erste Goldaufsätze machte und später die New Yorker Rapper Big Daddy Kane oder Kool G Rap mit Grillz ausstattete. Später zog er nach Atlanta, wo er noch kunstvollere Grillz für Rapper wie Big Boi und André 3000 von OutKast, Goodie Mob, Ludacris und Lil Jon entwarf.

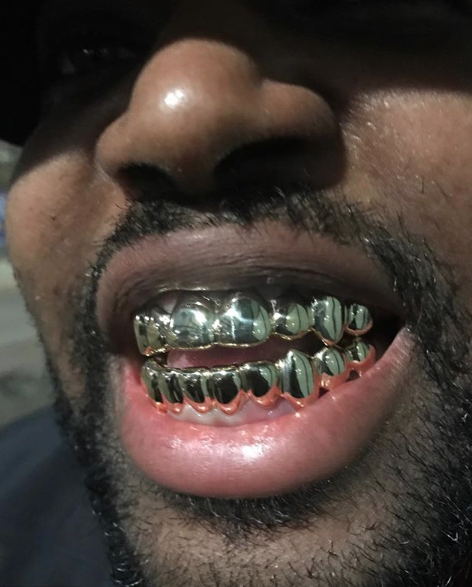
14-karätige Goldgrillz

Grillz wurden vor allem unter den in den 2000er Jahren aufkommenden Dirty-South-Rappern ein Symbol für ihren Erfolg und ihren Reichtum. 2005 widmete der Rapper Nelly (zusammen mit Paul Wall, Big Gipp und Ali) dem Zahnschmuck den als Single ausgekoppelten Song Grillz. Dieser wurde 2007 von K.I.Z unter demselben Titel parodiert.

Ebenfalls veröffentlichte DJ Khaled 2015 seinen Hip-Hop-Song Gold Slug mit den Interpreten Chris Brown, August Alsina und Fetty Wap. Der Begriff „golden Slugs“ ist eine weitere Bezeichnung für Grillz.

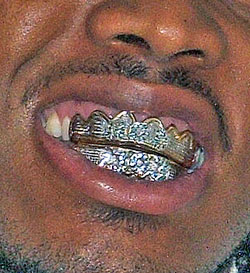
Grillz mit Edelsteinen

Im Laufe der Zeit verbreitete sich der Zahnschmuck über die Hip-Hop-Szene hinaus. So trug der US-amerikanische Schwimmer Ryan Lochte zur Preisverleihung der Olympischen Spiele 2012 verzierte Grillz, die die US-Flagge darstellten. Die französische Schmuckdesignerin und gelernte Zahntechnikerin Dolly Cohen entwarf Grillz für Rihanna, Cara Delevingne, A$AP Rocky, den französischen Rapper Booba und arbeitet mit Modeunternehmen wie Givenchy zusammen. Seit 2015 existiert ein deutsches Grillz-Unternehmen, „Mein Zahnschmuck“.
Laut einem Eintrag im Guinness-Buch der Rekorde vom 1. Februar 2018 ist die Sängerin Katy Perry die Besitzerin der derzeit teuersten Grillz der Welt. Ihr Zahnschmuck, welcher mit zahlreichen Edelsteinen versetzt ist, hat einen Wert von 1 Mio. US-Dollar (entspricht rund 907.200 Euro).

## Herstellung
Während Grillz früher nicht so einfach von den Zähnen entfernt werden oder sich der Krone anpassen konnten, werden sie heute nach kundenspezifischen, zahnmedizinischen Formen hergestellt.  Ein Zahnarzt muss einen Abdruck der vorderen Zahnreihe anfertigen. Um eine möglichst gebissähnliche Zahnform zu erreichen, füllt man das Silikon- oder Alginatnegativ mit Gips, um ein Positiv zu erhalten; das Gipspositiv wird benutzt, um den Grill dem einzigartigen Zahnprofil anzupassen. Dann prüft man ihn auf den Zähnen des Besitzers auf Halt und Tragekomfort. Für eine preisgünstige Variante der Grillz wird jedoch ein einfacherer Prozess verwendet. Hierbei wird der Grill mit Wachs gefüllt, welches der Inhaber dann mit heißem Wasser aufweicht und das sich daraufhin der Zahnform anpasst. Das Tragen solcher Grillz kann jedoch unangenehmer und instabiler sein, als solche, die professionell angepasst wurden.

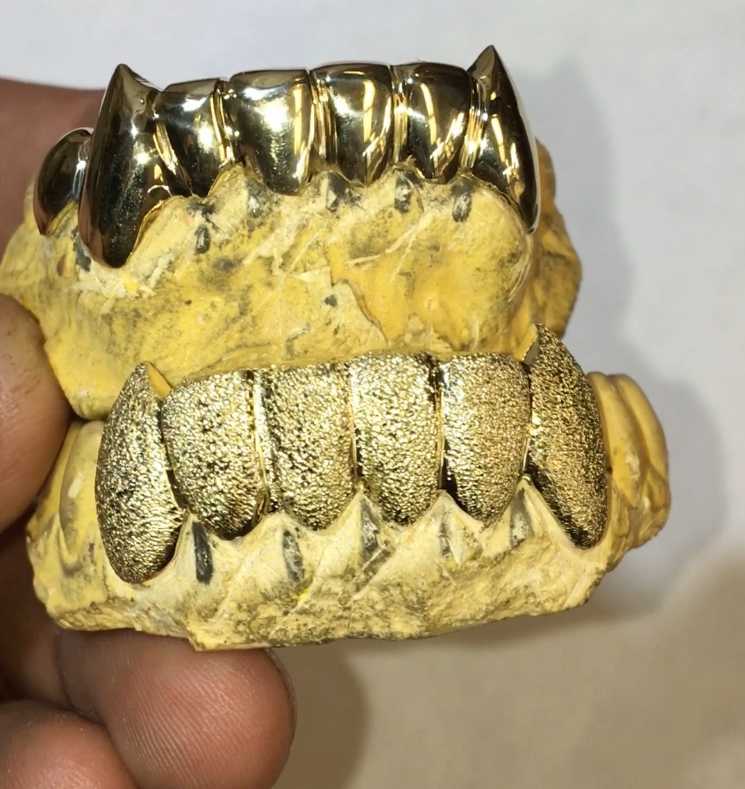
Maßgefertigte goldene Grillz

Grillz können aus Gold zwischen 10 und 24 Karat hergestellt werden, was den Preis beeinflusst. Zu den bekanntesten Modellen zählen das sogenannte „Fenster-Design“, Zahnklappen, oder ein Streifen zwischen den Schneidezähnen. Zudem können in Gold eingefasste Edelsteine eingearbeitet werden. 

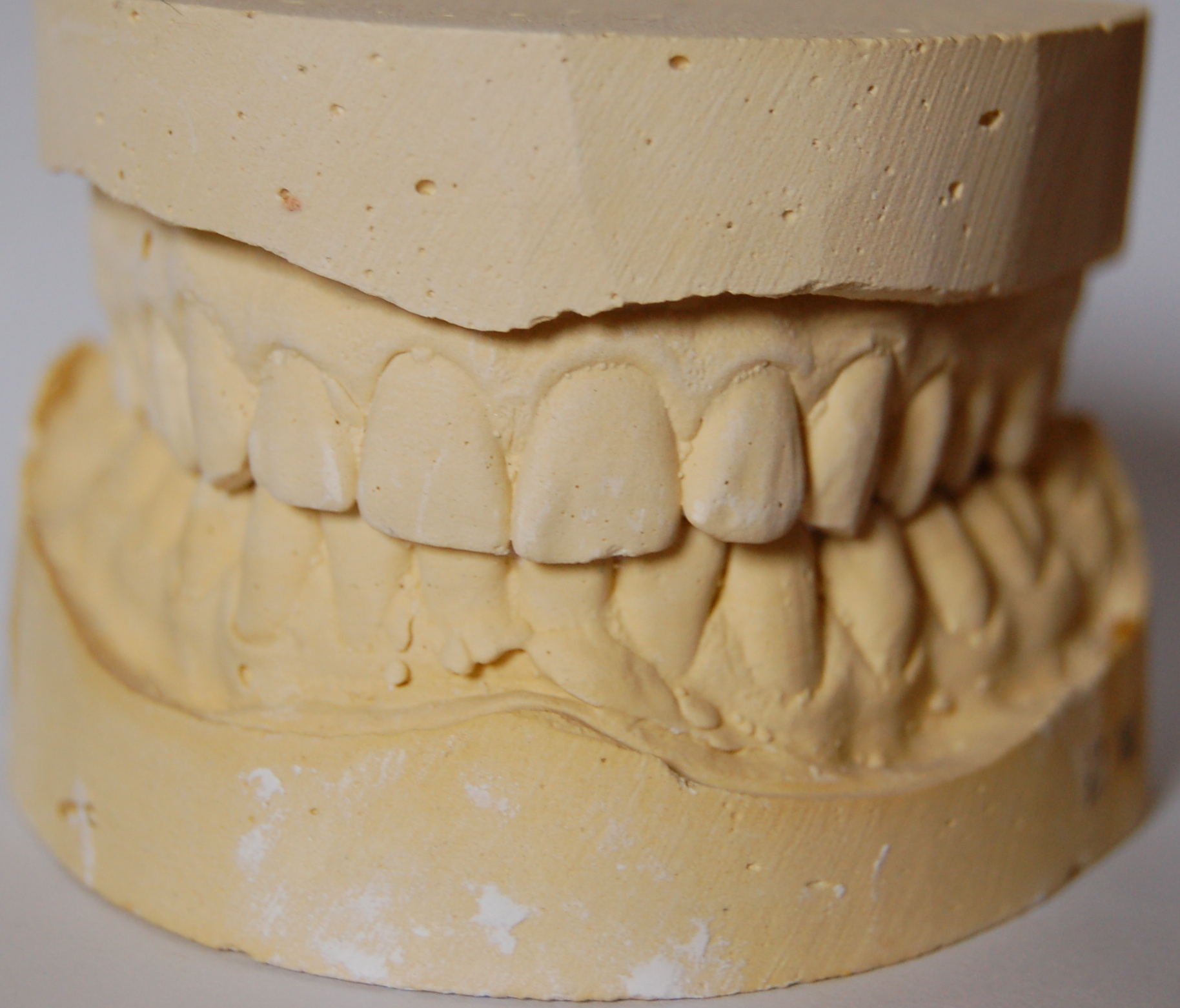
Gipspositiv

## Zahngesundheit
Laut der American Dental Association (ADA) hat keine Studie bisher gezeigt, dass das dauerhafte Tragen von Grillz Zahnschäden verursachen kann. Unter dem Grill können sich Bakterien festsetzen, die Krankheiten am Zahnfleisch, Hohlräume oder Knochenverlust zur Folge haben können. Ungeeignete Werkstoffe können Metall-Allergien auslösen. An den Schulen der US-Bundesstaaten Alabama, Georgia und Texas wurde inzwischen das Tragen von Grillz aus gesundheitlichen und disziplinarischen Gründen verboten.
Schlecht verarbeitete sowie nicht korrekt angepasste Grillz können gesundheitliche Folgen für Zähne und Zahnfleisch haben. Um möglichen Schäden vorzubeugen, wird darauf hingewiesen, den Zahnabdruck durch einen Fachmann abnehmen zu lassen.